# FC 슬로반 리베레츠 B
FC 슬로반 리베레츠 B(체코어: Dijon Football Club Slovan Liberec, a.s. B)는 체코의 축구 클럽이다. 또한 FC 슬로반 리베레츠의 리저브팀으로 활동 중이다.